# 海陽県 (秦皇島市)
海陽県（かいよう-けん）はかつて中国で遼朝により設置され、元代に廃止された行政区画。現在の中華人民共和国河北省秦皇島市海港区海陽鎮に相当する。